# 素っ裸の年令
『素ッ裸の年令』（すっぱだかのねんれい）は、1959年9月8日に公開されたモノクロ映画、鈴木清順監督作品。赤木圭一郎はこの作品で初主演を果たした。盗んだバイクを乗り回し、荒れた日常を送っている若者たちを描いた青春映画である。

## あらすじ
この物語は、軽微な窃盗を通じて生き残る非行少年グループを扱っています。しかし、彼らが誤ってヤクザから大金を盗んだことで、すべてが台無しになってしまいます。

## キャスト
- 赤木圭一郎: 健
- 堀恭子: 陽子
- 藤巻三郎: サブ
- 小沢真好: バッタ
- 仙頭哲: ダダ公
- 久世晴美: ミッキー
- 島田蓉子: パー子
- 清水秀一: まあ坊
- 波多野憲: 佐伯
- 広岡三栄子: 章代
- 久松晃: 庄吉
- 初井言栄: 房江
- 緑川宏: 巡査
- 榎木兵衛: トラックの男[5]
- 高原駿雄: 早船
- 左卜全: 権爺

## スタッフ
- 監督 ：鈴木清順
- 脚本 ：鈴木清順、 寺田信義
- 音楽 : 渡辺宙明
- 撮影 : 藤岡粂信
- 編集 : 鈴木晄
- 企画 : 笹井英男

## 併映作品
- 『人形の歌』: 斎藤武市監督